# Norddeutsche Fußballmeisterschaft 1913/14
Die norddeutsche Fußballmeisterschaft 1913/14 war der neunte vom Norddeutschen Fußball-Verband organisierte Wettbewerb. Sieger wurde Altona 93. Die Altonaer erreichten der Endrunde um die deutsche Meisterschaft das Viertelfinale.
Der Norddeutsche Fußball-Verband führte auf Antrag von Holstein Kiel erstmals eine verbandsweite Liga ein, wie sie bis dahin nur in Brandenburg existierte. Die zehn stärksten Vereine aus dem NFV-Gebiet spielten im Ligasystem gegeneinander. Zur Saison 1914/15 sollten Werder Bremen ab-, der Bremer SC 91 und der Hamburger FC 88 aufsteigen. Wegen des Ersten Weltkrieges kam es nicht dazu, vielmehr wurde die Liga nach nur einer Saison wieder aufgelöst.
Am 1. Spieltag gelangen David Binder (Holstein Kiel) beim 10:0 gegen Borussia Harburg allein neun Tore. Ebenfalls einzigartig für eine höchste Liga im Norden blieb ein nicht witterungsbedingter Spielabbruch (Eintracht Braunschweig gegen Hannover 96), als sich der Schiedsrichter von Zuschauern bedroht sah.

## Tabelle
| Pl. | Verein                 | Sp. | S  | U | N  | Tore    | Punkte |
| --- | ---------------------- | --- | -- | - | -- | ------- | ------ |
| 1.  | Altona 93              | 18  | 13 | 3 | 2  | 071:220 | 29:70  |
| 2.  | Holstein Kiel          | 18  | 13 | 2 | 3  | 058:180 | 28:80  |
| 3.  | Hannover 96            | 18  | 11 | 1 | 6  | 051:350 | 23:13  |
| 4.  | Eimsbütteler TV        | 18  | 9  | 4 | 5  | 035:320 | 22:14  |
| 5.  | Eintracht Braunschweig | 18  | 8  | 5 | 5  | 039:380 | 21:15  |
| 6.  | Eintracht Hannover     | 18  | 7  | 3 | 8  | 041:460 | 17:19  |
| 7.  | Borussia Harburg       | 18  | 8  | 1 | 9  | 035:620 | 17:19  |
| 8.  | SC Victoria Hamburg    | 18  | 5  | 2 | 11 | 034:460 | 12:24  |
| 9.  | Union 03 Altona        | 18  | 4  | 1 | 13 | 041:520 | 09:27  |
| 10. | Werder Bremen          | 18  | 1  | 0 | 17 | 012:660 | 02:34  |

Altona 93: Welkisch – Lüdecke, Gilge – Lindemann, Schmidt, Sponholz – Merker, Schipporeit, Jäger, Hilbert, Wiggert; außerdem eingesetzt: Tangermann (Tor), Bouvy (Spielertrainer, bis Dezember 1913), Krause, Koch, Augar, Buschsenja, Kosnar, Schulz, Glindemann

## Verweise
1. ↑  Sie wurde Norddeutsche Liga oder Verbandsliga, oft auch nur die Liga genannt
2. ↑  z. B. Hamburger Anzeiger vom 17. September 1913, Seite 18, und weitere Quellen
3. ↑  Kader und Stammelf nach Carsten, Norbert|GT=Altona 93. 111 Ligajahre im Auf und Ab, Göttingen 2003, Seite 56